# Orbamia
Orbamia is een geslacht van vlinders van de familie spanners (Geometridae), uit de onderfamilie Ennominae.

## Soorten
- O. octomaculata (Wallengren, 1872)
- O. pauperata Herbulot, 1966
- O. renimacula (Prout, 1926)
- O. subaurata (Warren, 1899)